# بنتویش
بنتویش (به آلمانی: Bentwisch) یک شهر در آلمان است که در Rostock District واقع شده‌است. بنتویش ۲٬۵۶۷ نفر جمعیت دارد.